# Valéry Giscard d'Estaing
Valéry Marie René Georges Giscard d'Estaing (Coblença, 2 de fevereiro de 1926 – Authon, 2 de dezembro de 2020) foi um político francês de centro-direita que exerceu o cargo de Presidente da República Francesa, de 1974 a 1981.

## Carreira
Depois de servir como ministro das Finanças sob os Primeiros-Ministros Jacques Chaban-Delmas e Pierre Messmer, Giscard d'Estaing venceu as eleições presidenciais de 1974, com 50,8% dos votos, contra François Mitterrand, do Partido Socialista. Seu mandato foi marcado por uma atitude mais liberal em questões sociais - como divórcio, contracepção e aborto - e por tentativas de modernizar o país e o gabinete da presidência, supervisionando notavelmente projetos de infraestrutura de longo alcance como o TGV e a virada para a dependência da energia nuclear como principal fonte de energia da França. Giscard d'Estaing lançou os projetos Grande Arche, Musée d'Orsay, Arab World Institute e Cité des Sciences et de l'Industrie na região de Paris, mais tarde incluídos nos Grandes Projetos de François Mitterrand. Promoveu a liberalização do comércio. No entanto, sua popularidade sofreu com a crise econômica que se seguiu à crise energética de 1973, marcando o fim dos "Trente Glorieuses" (trinta anos "gloriosos" de prosperidade, após 1945). Impôs orçamentos de austeridade e permitiu que o desemprego aumentasse para evitar déficits. Giscard d'Estaing, no centro, enfrentou oposição política de ambos os lados do espectro: da esquerda recém-unificada sob Mitterrand e de um Jacques Chirac em ascensão, que ressuscitou o gaullismo em uma linha de oposição de direita. Em 1981, apesar de um alto índice de aprovação, ele foi derrotado em um segundo turno contra Mitterrand, com 48,2% dos votos.
Como presidente, Giscard d'Estaing promoveu a cooperação entre as nações europeias, especialmente em conjunto com a Alemanha Ocidental. Como ex-presidente, foi membro do Conselho Constitucional. Ele também serviu como presidente do Conselho Regional de Auvergne de 1986 a 2004. Envolvido no processo de integração europeia, presidiu, nomeadamente, à Convenção sobre o Futuro da Europa, que redigiu o malfadado Tratado que estabelece uma Constituição para a Europa. Em 2003, foi eleito para a Académie Française, assumindo o assento que seu amigo e ex-presidente do Senegal, Léopold Sédar Senghor, havia ocupado. Ele morreu aos 94 anos e é o presidente francês mais longevo da história. Era bilíngue francês/alemão.
A 11 de Outubro de 2007 Valéry Giscard d'Estaing recebeu o Doutoramento Honoris Causa pela Universidade Lusíada do Porto.
Morreu em 2 de dezembro de 2020 de COVID-19, aos 94 anos, em Authon.

## Homenagens
A 14 de Outubro de 1975 foi agraciado com o Grande-Colar da Ordem Militar de Sant'Iago da Espada e a 21 de Outubro de 1978 foi agraciado com o Grande-Colar da Ordem do Infante D. Henrique de Portugal.